# Director adjunto del FBI
El director adjunto del Buró Federal de Investigaciones o subdirector del Buró Federal de Investigaciones (en inglés: Deputy Director of the Federal Bureau of Investigation), anteriormente conocido como director asociado (en inglés: Associate Director), es un alto cargo del gobierno federal de los Estados Unidos en el FBI. La oficina es la segunda al mando del director del FBI. En caso de ausencia del director o de vacancia del cargo, el director adjunto asumirá automáticamente el título y rol adicional de director interino. El cargo es también el puesto más alto que se puede alcanzar dentro del FBI sin ser designado por el presidente de los Estados Unidos. Las responsabilidades como director adjunto incluyen ayudar al director y dirigir investigaciones importantes. Todos los demás ejecutivos del FBI y agentes especiales a cargo reportan al director a través del director adjunto. De 1978 a 1987, el puesto de subdirector no se cubrió debido a la decisión de William Hedgcock Webster de dividir la responsabilidad del director adjunto entre tres puestos.

## Directores adjuntos
| N.º | Foto                  | Nombre                  | Mandato                | Mandato                  | Director                | Presidente         |
| N.º | Foto                  | Nombre                  | Inicio                 | Término                  | Director                | Presidente         |
| --- | --------------------- | ----------------------- | ---------------------- | ------------------------ | ----------------------- | ------------------ |
| 1   |                       | Clyde Tolson            | 1930                   | 2 de mayo de 1972        | J. Edgar Hoover         | Herbert Hoover     |
| 1   | Franklin D. Roosevelt | Clyde Tolson            | 1930                   | 2 de mayo de 1972        | J. Edgar Hoover         |                    |
| 1   | Harry S. Truman       | Clyde Tolson            | 1930                   | 2 de mayo de 1972        | J. Edgar Hoover         |                    |
| 1   | Dwight D. Eisenhower  | Clyde Tolson            | 1930                   | 2 de mayo de 1972        | J. Edgar Hoover         |                    |
| 1   | John F. Kennedy       | Clyde Tolson            | 1930                   | 2 de mayo de 1972        | J. Edgar Hoover         |                    |
| 1   | Lyndon B. Johnson     | Clyde Tolson            | 1930                   | 2 de mayo de 1972        | J. Edgar Hoover         |                    |
| 1   | Richard Nixon         | Clyde Tolson            | 1930                   | 2 de mayo de 1972        | J. Edgar Hoover         |                    |
| 2   |                       | W. Mark Felt            | 3 de mayo de 1972      | 22 de junio de 1973      | Vacante                 | Richard Nixon      |
| 3   |                       | James B. Adams          | 22 de junio de 1973    | 5 de febrero de 1978     | Clarence M. Kelley      | Richard Nixon      |
| 3   | Gerald Ford           | James B. Adams          | 22 de junio de 1973    | 5 de febrero de 1978     | Clarence M. Kelley      |                    |
| 3   | Jimmy Carter          | James B. Adams          | 22 de junio de 1973    | 5 de febrero de 1978     | Clarence M. Kelley      |                    |
| 4   | 6 de abril de 1978    | James B. Adams          | 11 de mayo de 1979     | William H. Webster       |                         |                    |
| 5   |                       | Floyd I. Clarke         | 11 de mayo de 1979     | William H. Webster       | 19 de julio de 1993     |                    |
| 5   | Ronald Reagan         | Floyd I. Clarke         | 11 de mayo de 1979     | William H. Webster       | 19 de julio de 1993     |                    |
| 5   | William S. Sessions   | Floyd I. Clarke         | 11 de mayo de 1979     | George H. W. Bush        | 19 de julio de 1993     |                    |
| 5   | William S. Sessions   | Floyd I. Clarke         | 11 de mayo de 1979     | Bill Clinton             | 19 de julio de 1993     |                    |
| 6   |                       | David G. Binney         | febrero de 1994        | diciembre de 1994        | Louis Freeh             |                    |
| 7   |                       | Larry A. Potts          | febrero de 1995        | 2 de mayo de 1995        | Louis Freeh             |                    |
| 7   | 2 de mayo de 1995     | Larry A. Potts          | 14 de julio de 1995    |                          | Louis Freeh             |                    |
| 8   |                       | Weldon L. Kennedy       | 8 de agosto de 1995    | febrero de 1997          | Louis Freeh             |                    |
| 9   |                       | William J. Esposito     | 28 de febrero de 1997  | 30 de septiembre de 1997 | Louis Freeh             |                    |
| 10  |                       | Robert M. Bryant        | 1 de octubre de 1997   | 31 de octubre de 1999    | Louis Freeh             |                    |
| 11  |                       | Thomas J. Pickard       | 1 de noviembre de 1999 | 30 de noviembre de 2001  | Louis Freeh             |                    |
| 11  | Thomas J. Pickard     | Robert Mueller          | 1 de noviembre de 1999 | 30 de noviembre de 2001  | George W. Bush          |                    |
| 12  |                       | Robert Mueller          | Bruce J. Gebhardt      | 2002                     | George W. Bush          | 2004               |
| 13  |                       | Robert Mueller          | John S. Pistole        | 1 de octubre de 2004     | George W. Bush          | 17 de mayo de 2010 |
| 13  | Barack Obama          | Robert Mueller          | John S. Pistole        | 1 de octubre de 2004     |                         | 17 de mayo de 2010 |
| 14  |                       | Robert Mueller          | Timothy P. Murphy      | 8 de julio de 2010       | 31 de agosto de 2011    |                    |
| 15  |                       | Robert Mueller          | Sean M. Joyce          | 1 de septiembre de 2011  | 30 de noviembre de 2013 |                    |
| 15  | James Comey           |                         | Sean M. Joyce          | 1 de septiembre de 2011  | 30 de noviembre de 2013 |                    |
| 16  |                       | Mark F. Giuliano        | 1 de diciembre de 2013 | 1 de febrero de 2016     |                         |                    |
| 17  |                       | Andrew McCabe           | 1 de febrero de 2016   | 29 de enero de 2018      |                         |                    |
| 17  | Donald Trump          | Andrew McCabe           | 1 de febrero de 2016   | 29 de enero de 2018      |                         |                    |
| 17  | Christopher A. Wray   | Andrew McCabe           | 1 de febrero de 2016   | 29 de enero de 2018      |                         |                    |
| 18  |                       | David Bowdich           | 29 de enero de 2018    | 13 de abril de 2018      |                         |                    |
| 18  | 13 de abril de 2018   | David Bowdich           | 1 de febrero de 2021   |                          |                         |                    |
| 18  | 1 de febrero de 2021  | David Bowdich           |                        |                          |                         |                    |
| 19  |                       | Paul Abbate             | 20 de enero de 2025    | Joe Biden                |                         |                    |
| –   |                       | Robert Kissane Interino | 20 de enero de 2025    | 17 de marzo de 2025      | Kash Patel              | Donald Trump       |
| 20  |                       | Dan Bongino             | 17 de marzo de 2025    | En el cargo              | Kash Patel              | Donald Trump       |

## Directores adjuntos ficticios
- Alvin Kersh, director adjunto del FBI en The X-Files.
- Miranda Shaw y Owen Hall, directores adjuntos del FBI en Quantico.
- Gordon Cole, director adjunto del FBI en Twin Peaks.
- Victor Fitzgerald, director adjunto del FBI en Sin rastro.
- Jason Atwood, director adjunto del FBI en Designated Survivor.
- Douglas Bailey, director adjunto del FBI en Mentes criminales.
- Harold Cooper, director adjunto del FBI en The Blacklist.